# Carapciu pe Ceremuș, Vijnița
Carapciu pe Ceremuș (în ucraineană Карапчів, transliterat Karapciv și în germană Karapcziu/Cz.) este un sat reședință de comună în raionul Vijnița din regiunea Cernăuți (Ucraina). Are 2,158 locuitori, preponderent ucraineni (ruteni). 
Satul este situat la o altitudine de 280 metri, pe malul râului Ceremuș,  în partea de centru-nord a raionului Vijnița. De această comună depind administrativ satele Babin și Valea.

## Istorie
Localitatea Carapciu pe Ceremuș a făcut parte încă de la înființare din regiunea istorică Bucovina a Principatului Moldovei. 
După cum afirmă cronicarul moldovean Ion Neculce (1672-1745) în lucrarea sa O samă de cuvinte: Când au aședzat pace Ștefan-vodă cel Bun cu leșii, fiind Ion Tăutul logofăt mare, l-au trimis sol la leși. Și au dăruit craiul leșescu Tăutului aceste sate la margine: Câmpul Lungu rusescu, Putila, Răstoaceli, Vijnița, Ispasul, Milie, Vilavce, Carapciul, Zamostie, Vascăuții, Voloca. Toate acestea le-au dăruit craiul leșescu Tăutului logofătului. Și au pus hotar apa Cirimușul, întru o duminică dimineața. 
În ianuarie 1775, ca urmare a atitudinii de neutralitate pe care a avut-o în timpul conflictului militar dintre Turcia și Rusia (1768-1774), Imperiul Habsburgic (Austria de astăzi) a primit o parte din teritoriul Moldovei, teritoriu cunoscut sub denumirea de Bucovina. După anexarea Bucovinei de către Imperiul Habsburgic în anul 1775, localitatea Carapciu pe Ceremuș a făcut parte din Ducatul Bucovinei, guvernat de către austrieci, făcând parte din districtul Vășcăuți (în germană Waschkoutz). 
După Unirea Bucovinei cu România la 28 noiembrie 1918, satul Carapciu pe Ceremuș a făcut parte din componența României, în Plasa Ceremușului a județului Storojineț. Pe atunci, majoritatea populației era formată din ucraineni, existând și o comunitate de români. În perioada interbelică au funcționat aici 2 instituții de cultură (o filială a Societății mazililor și răzeșilor moldoveni și o filială a Societății pentru cultură și literatură română în Bucovina), o instituție de binefacere (Societatea "Ajutorul Frățesc Polon"), iar Casa Asigurărilor Sociale din Cernăuți dispunea de servicii medicale în comună .
Ca urmare a Pactului Ribbentrop-Molotov (1939), Bucovina de Nord a fost anexată de către URSS la 28 iunie 1940, reintrând în componența României în perioada 1941-1944. Apoi, Bucovina de Nord a fost reocupată de către URSS în anul 1944 și integrată în componența RSS Ucrainene. 
Începând din anul 1991, satul Carapciu pe Ceremuș face parte din raionul Vijnița al regiunii Cernăuți din cadrul Ucrainei independente. Conform recensământului din 1989, numărul locuitorilor care s-au declarat români plus moldoveni era de 1 (0+1), adică 0,05% din populația localității . În prezent, satul are 2.158 locuitori, preponderent ucraineni.

## Demografie
Componența lingvistică a localității Carapciu pe Ceremuș
     Ucraineană (99,54%)
     Alte limbi (0,47%)
Conform recensământului din 2001, majoritatea populației localității Carapciu pe Ceremuș era vorbitoare de ucraineană (99,54%), existând în minoritate și vorbitori de alte limbi.
1989: 2.100 (recensământ)
2007: 2.157 (estimare)

### Recensământul din 1930
Componența etnică a comunei Carapciu pe Ceremuș (județul Storojineț)
     Români (4,9%)
     Evrei (5,45%)
     Ruteni (85,99%)
     Polonezi (3,3%)
     Altă etnie (0,36%)
Componența confesională a comunei Carapciu pe Ceremuș
     Ortodocși (90,52%)
     Romano-catolici (3,38%)
     Mozaici (5,45%)
     Altă religie (0,65%)
Conform recensământului efectuat în 1930, populația comunei Carapciu pe Ceremuș se ridica la 5.318 locuitori. Majoritatea locuitorilor erau ruteni (85,99%), cu o minoritate de evrei (5,45%), una de români (4,90%) și una de polonezi (3,30%). Alte persoane s-au declarat: maghiari (4 persoane) și germani (13 persoane). Din punct de vedere confesional, majoritatea locuitorilor erau ortodocși (90,52%), dar existau și romano-catolici (3,38%) și mozaici (5,45%). Alte persoane au declarat: greco-catolici (18 persoane), armeano-catolici (6 persoane) și adventiști (10 persoane).

## Personalități
- Nicolae de Grigorcea (1839-1889) - politician român, deputat în Dieta Bucovinei și în Consiliul Imperial